# Narajiwka (obwód iwanofrankiwski)
Narajiwka (ukr. Нараївка; do 1946 Herbutów) – wieś na Ukrainie, w  obwodzie iwanofrankiwskim, w rejonie halickim.